# 出版・人権差別問題懇談会
出版・人権差別問題懇談会（しゅっぱん・じんけんさべつもんだいこんだんかい、略称「出人懇」）とは、日本の出版界における任意団体の一つ。部落解放同盟が差別表現の監視や摘発を目的として大手出版社を糾合し結成させた。事務局は東京都千代田区の解放出版社に置かれている。出版・人権差別問題懇話会とも呼ばれる。

## 概要
1979年から1980年代前半にかけて、部落解放同盟が「差別図書・差別文書」に対する大がかりな摘発を行った結果、大手7社の国語辞書における部落問題関連の22語の説明文が大幅な改訂を求められたことに端を発する。1982年11月には角川書店や講談社や新潮社など25社60人が部落解放同盟主催の研修会に呼び出され、また、社内における差別問題担当窓口の設置、研修体制の確立、出版内容における部落解放同盟への協力などが各社に要求され、1990年7月17日に「出人懇」が結成されるに至った。東京で開かれる総会には講談社、小学館、岩波書店、NHK出版など25社30人が出席し、部落解放同盟との懇談会や研修会、研修旅行、年1回の総会を開いている。
のちに加盟社は発足当初の25社から39社に増加し、日本の出版界をほぼ網羅した組織となった。運営は傘下の数社が幹事となり行っており、事務局の解放出版社はオブザーバーとして日常的な事務を担当している。

## 主な加盟社
- 岩波書店
- NHK出版
- 角川書店
- 光文社
- 集英社
- 主婦と生活社
- 主婦の友社
- 小学館
- 新潮社
- 筑摩書房
- 中央公論社
- 文藝春秋社
- ベネッセコーポレーション
- 毎日新聞社出版局
- 読売新聞社出版局

ただし朝日新聞出版は加盟していないとされる。